# Eduardo Serra Rexach
Pour les articles homonymes, voir Eduardo Serra (homonymie), Serra et Rexach.
Eduardo Serra Rexach, né le 19 décembre 1946 à Madrid, est un haut fonctionnaire et homme politique espagnol.
Haut responsable du ministère de l'Industrie, puis du ministère de la Défense au temps de la Transition démocratique, il se reconvertit ensuite dans le secteur privé. En 1996, José María Aznar le choisit comme ministre de la Défense, poste qu'il n'occupe que quatre ans.

## Biographie

### Formation
Ayant passé avec succès, en 1968, sa licence de droit à l'université Complutense de Madrid, il réussit, six ans plus tard, les concours du corps supérieur des avocats de l'État, obtenant le meilleur résultat.

### Haut fonctionnaire
Le 29 juillet 1977, il est nommé chef de cabinet d'Alberto Oliart, ministre de l'Industrie et de l'Énergie. Relevé de ces fonctions le 30 avril 1979, à la suite du remplacement d'Oliart, il devient, le 15 février 1982, sous-secrétaire de la Défense, au sein du ministère de la Défense, dirigé par Alberto Oliart. Il est alors le premier civil à exercer ces responsabilités.
Après l'alternance qui voit, à la fin de l'année 1982, l'arrivée au pouvoir du Parti socialiste ouvrier espagnol (PSOE), il est maintenu par le nouveau ministre, Narcís Serra. Le 9 février 1984, il est promu secrétaire d'État à la Défense, dans un mouvement général de rénovation des hauts fonctionnaires du ministère.
Il annonce, en mai 1987, sa démission prochaine.

### Passage dans le privé
Peu après, il fait savoir qu'il a accepté la proposition de Manuel Gutiérrez Mellado, ancien ministre, d'occuper les fonctions de directeur général de la Fondation d'aide à la lutte contre la toxicomanie (FAD), mise en place par ce dernier.
Nommé président de l'entreprise de télécommunications Telettra Española le 6 avril 1988, il abandonne cette fonction en 1991. Il devient ensuite vice-président de la FAD, puis président de Peugeot-Talbot en 1992.
En 1994, il est porté à la tête du consortium de télécoms Reditel-Sistelcom-Airtel.

### Ministre de la Défense
À la suite de la victoire du Parti populaire (PP) aux élections générales de mars 1996, José María Aznar le choisit comme ministre de la Défense. Ce choix est vécu comme une surprise au sein du PP. Au mois de septembre, il annonce le possible dépôt, au Congrès des députés, du projet de loi de professionnalisation des armées, qui prévoit la fin progressive de la conscription. Un an plus tard, il rappelle que le processus de professionnalisation des « irréversible ».
En 1999, il assure le développement des troupes espagnoles au Kosovo, dans le cadre de l'OTAN.

### Retour dans le privé
Ayant refusé de se présenter aux élections générales de mars 2000, il n'est pas reconduit dans le nouveau gouvernement d'Aznar, formé au mois d'avril suivant.
Il est alors élu président du patronage du Musée du Prado deux mois plus tard, puis devient président de la banque d'investissements UBS Warburg en 2001. En juin 2004, il renonce à ses fonctions au Prado.
Le 20 septembre 2009, il assiste, aux côtés de la ministre socialiste de la Défense, Carme Chacón, au retour des 88 soldats encore déployés au Kosovo, ce retour marquant la fin de la mission du corps expéditionnaire espagnol.